# Safar
Safar (arabiska: صَفَر) är den andra månaden i den islamiska kalendern. Den 20 safar infaller högtiden arbain då muslimer högtidlighåller att det gått fyrtio dagar efter ashura, då den islamiske profeten Muhammeds dotterson Husayn ibn Ali dödades av Yazid I:s arméer i Slaget vid Karbala.